# Jan Smolnicki
 Jan Smolnicki, Jan Smolik, Piotr de Smolice, (ze Smolnika), h. Kotwicz, (ur. w ?, zm. w XV w.) – kasztelan sanocki (od 1463), polski szlachcic i rycerz.